# Benito Juárez, Pijijiapan
Benito Juárez är en ort i Mexiko.   Den ligger i kommunen Pijijiapan och delstaten Chiapas, i den sydöstra delen av landet, 700 km sydost om huvudstaden Mexico City. Benito Juárez ligger 74 meter över havet och antalet invånare är 311.
Terrängen runt Benito Juárez är varierad. Runt Benito Juárez är det ganska glesbefolkat, med 28 invånare per kvadratkilometer. Närmaste större samhälle är Pijijiapan, 19,6 km sydost om Benito Juárez. Omgivningarna runt Benito Juárez är en mosaik av jordbruksmark och naturlig växtlighet.